# Cardiochiles tjanshanicus
Cardiochiles tjanshanicus är en stekelart som beskrevs av Vladimir Ivanovich Tobias och Alexeev 1977. Cardiochiles tjanshanicus ingår i släktet Cardiochiles och familjen bracksteklar. Inga underarter finns listade.